# NGC 1824
NGC 1824 (другие обозначения — ESO 119-36, AM 0506-594, IRAS05061-5947, PGC 16761) — магелланова спиральная галактика с перемычкой (морфологический тип по Вокулёру SBm) в созвездии Золотой Рыбы. Открыта Джоном Гершелем 26 декабря 1834 года.
NGC 1824 — один из крупнейших представителей галактик с единственным спиральным рукавом.
Этот объект входит в число перечисленных в оригинальной редакции «Нового общего каталога».
Галактика NGC 1824 входит в состав группы галактик NGC 1672. Помимо NGC 1824 в группу также входят NGC 1672, NGC 1688, NGC 1703, ESO 85-14, ESO 85-30, ESO 118-34, ESO 158-3 и ESO 119-16.